# 圣训捍卫者
圣训捍卫者（Ansar al-Sunna）是活跃在莫桑比克德尔加杜角省的一个伊斯兰激进团体。该团体經常對當地安全部队和平民發動袭击，企图在该地区建立一个伊斯兰国家  。圣训捍卫者的成员大多是莫桑比克人，主要来自濱海莫辛布瓦、帕爾馬和馬科米亞區，但也有一部分来自坦桑尼亚和索马里。該組織成員会讲莫桑比克的官方语言葡萄牙语、莫桑比克的当地语言姆瓦尼語和大湖地区的通用语言斯瓦希里语。
该团体是由肯尼亚激进宗教人士阿布德·罗戈的追随者在德尔加杜角省组建。2012年阿布德·罗戈死亡後他的追隨者來到莫桑比克定居。该團體從2017年開始愈發暴力。2019年，圣训捍卫者宣布向伊斯兰国效忠。该团体的资金主要来自非法走私象牙、木材、毒品和红宝石等產品以及人口販賣。
圣训捍卫者武装分子曾受到莫桑比克前警察和前边防士兵的培訓，這些前警察和士兵因被解雇所以对政府怀恨在心，故而支持該團體。该團體还联系东非的其他伊斯兰武装分子，据说他们从索马里、坦桑尼亚和肯尼亚請來了青年党的教官負責培訓。圣训捍卫者的成員还前往其他地方接受當地好战团体的培训。